# Xerochlamys villosa
Xerochlamys villosa är en tvåhjärtbladig växtart som beskrevs av F.Gérard. Xerochlamys villosa ingår i släktet Xerochlamys och familjen Sarcolaenaceae. Inga underarter finns listade i Catalogue of Life.